# フェアビュー川
フェアビュー川（ふぇあびゅーがわ、英語: Fairview Creek）は、アメリカ合衆国オレゴン州内を流れるコロンビア・スラウの支流である。水源はグレシャム市内のグラント・ビュート付近に広がる湿原にあり、そこから北へ約8.0キロメートル (5 mi) 流れてフェアビュー市内のフェアビュー湖に流れ込む。標高183メートル (602 ft) のグラント・ビュートは、グレシャム周辺に8つある噴石丘のひとつである。川はグラント・ビュートの北西の標高85メートル (278 ft) から湖の標高3.0メートル (10 ft) まで流れ下る。
かつてこの川はコロンビア川の一次支流であり、その氾濫原に広がる湿地帯を北へ抜けて直接合流していた。20世紀初頭、氾濫原の湿地からウィラメット川の支流であるコロンビア・スラウに分水する水路が造成された。1960年、治水当局はこの湿地帯へ貯水とレクリエーション活動目的にダムを建設しフェアビュー湖を造成した。この湖の面積は約40ヘクタール (100エーカー) で、水深は1.5メートル (5 ft) から1.8メートル (6 ft) となっている。フェアビュー川には名称のついた支流として、ノーネーム川とクリア川がある。フェアビュー湖にはオズボーン川という小規模河川が流入しており、湖水は堰と暗渠を通じてスラウ上流域へと流れていくCITEREFBES2005。
2002年、グレシャム市はルート上で川の傍を通る、ハイキングおよびサイクリング用の全長8.4-キロメートル (5.2 mi) におよぶトレイルの建設を採択した。このトレイルは、南北にジョンソン川沿いに延びるスプリングウォーター・コリドールとコロンビア川沿いに走る40マイル・ループを接続するよう設計された。2008年の時点で、ノースイースト・ハルゼー通りとノースイースト・バーンサイド道路の間の2.00-キロメートル (1.24 mi) が開通した。ノースイースト・バーンサイド通りとスプリングウォーター・コリドールをつなぐ区間も2011年に開通し、その時点で延長が5.62キロメートル (3.49 mi) となった。